# Djustine
Djustine è un personaggio immaginario protagonista della omonima serie a fumetti fantawestern creata da Enrico Teodorani.

## Storia editoriale
Il personaggio di Djustine, una bionda pistolera, venne creato nella seconda metà degli anni novanta da Enrico Teodorani che realizzò una serie di brevi storie auto-conclusive a volte di sole sei/otto pagine. Le prime due brevi storie realizzate vennero pubblicate su un paio di fanzine di scarsa diffusione. Successivamente Teodorani decise di continuarne la pubblicazione in proprio su albi fotocopiati che distribuiva per posta e che raccoglievano varie storie brevi. La trasformazione in un fumetto seriale, anche se privo di una periodicità fissa, fece diventare la protagonista l'erede delle eroine dei tascabili a fumetti erotici degli anni sessanta e settanta italiani come Vartàn di Sandro Angiolini e il passaparola la rese un piccolo fenomeno di culto fra gli appassionati di tascabili per adulti e fra quelli di fumetti con tematiche bondage e fetish, tanto da far definire l'autore il John Willie italiano.
L'interesse verso il personaggio spinse l'editore americano Carnal Comics a pubblicarlo, a cominciare dal 2003, negli USA nella serie Djustine: Tales of the Twisted West, mentre in Italia, la Coniglio Editore pubblicò due volumi dedicati al personaggio nella collana I Classici dell'Erotismo, per poi pubblicarne una serie di storie sulla rivista X Comics. Successivamente, dal 2007 in poi le storie del personaggio sono state pubblicate in Italia da vari editori (EF Edizioni, Allagalla Editore, Edizioni Scudo, Il Grifo Edizioni Di, Bloody Coffin Press, Closure Comics, ecc.) mentre negli USA, oltre che dalla Carnal Comics, sono state pubblicate su riviste antologiche della AC Comics, della Virus Comix e della Digital Phantom Press.
Nel 2011 i diritti per lo sfruttamento cinematografico del personaggio vennero opzionati per la realizzazione di un film che avrebbe dovuto essere una coproduzione internazionale. Il progetto, passato attraverso diverse riscritture della sceneggiatura, venne abbandonato dopo alcuni anni.
Il creatore di Djustine, Enrico Teodorani, dopo avere abbandonato il fumetto, dal 2012 si è dedicato alla narrativa, con una predilezione per storie ambientate nella Romagna rurale. Dal 2020 è tornato a scrivere e occasionalmente a disegnare fumetti.
Nel 2022 la casa editrice tedesca InsektenHaus-Verlag ha cominciato a ristampare nella sua linea Edition Tannenberg le storie a fumetti di Djustine in albi cartonati di grande formato.
Nel 2025 la casa editrice americana Discordia Publishing ha pubblicato "Djustine Omnibus", un volume cartonato che raccoglie tutti i numeri della serie "Djustine: Tales of the Twisted West" usciti negli Stati Uniti, con l'aggiunta di alcune storie inedite.

## Genesi del personaggio
Enrico Teodorani voleva realizzare una versione spaghetti-western della Justine del Marchese de Sade. Djustine ha una forte somiglianza con l'attrice Brigitte Bardot alla quale Teodorani si è  ispirato. Il nome del personaggio è una fusione fra Django, nota pellicola western all'Italiana, e Justine, protagonista dell'opera di de Sade.

## Biografia del personaggio
Djustine è una ragazza senza passato, molto bella, che vive avventure per il selvaggio far west brutale cercando di salvarsi da morti viventi, culti pagani, stupratori, esseri deformi e bande di criminali.